# (6723) Chrisclark
(6723) Chrisclark est un astéroïde de la ceinture principale.

## Description
(6723) Chrisclark est un astéroïde de la ceinture principale. Il fut découvert le 14 février 1991 à l'observatoire Palomar par Eleanor Francis Helin. Il présente une orbite caractérisée par un demi-grand axe de 3,20 UA, une excentricité de 0,14 et une inclinaison de 17,7° par rapport à l'écliptique.

## Compléments